# میگل آنخل سیلوستره
میگل آنخل سیلوستره (اسپانیایی: Miguel Ángel Silvestre‎؛ زادهٔ ۶ آوریل ۱۹۸۲) بازیگر اهل اسپانیا است. وی از سال ۲۰۰۴ میلادی تاکنون مشغول فعالیت بوده‌است.
از فیلم‌ها یا برنامه‌های تلویزیونی که وی در آن نقش داشته‌است، می‌توان به موفقیت‌های پیاپی ، انگیزه‌های شخصی، کنش، ۳۰ سکه، خیلی هیجان‌زده‌ام، حسی، نارکس و فردیناند اشاره کرد.